# 全师朗
全师朗（?—?），中国唐末、五代十国前蜀大将，金州（今陕西省安康市）人。
昭信军节度使冯行袭据金州，全师朗是他部下亲校，天祐二年（905年），前蜀王宗贺攻金州，冯行袭奔均州，全师朗遂以城降。前蜀王建将他赐姓王氏，名宗朗，补任金州观察使，割渠州、巴州、开州三州隶属金州。三个月后，金州再被冯行袭所取，王宗朗不能守，逃到成都。后蜀兵再克金州，王宗朗继续担任金州刺史。后来金州设雄武军节度使。王宗朗为雄武军节度使兼中书令。前蜀乾德二年（919年）十二月，王宗朗起兵，被削夺官爵，恢复姓名全师朗。王衍命桑弘志讨伐。次年，桑弘志攻克金州，俘获全师朗，献到成都。王衍没有杀他，全师朗病卒。